# Гури, Хаим
Хаим Гури (ивр. חיים גורי‎, 9 октября 1923 — 31 января 2018) — израильский прозаик и поэт, переводчик, журналист, кинорежиссёр. Принадлежал к поколению «Пальмаха». Лауреат Премии имени Соколова 1961 года, Литературной премии имени Бялика 1975 года и Государственной премии Израиля в области поэзии 1988 года.

## Биография
Хаим Гури (фамилия при рождении Гурфинкель) родился 9 октября 1923 года в Тель-Авиве в семье политика Исраэля Гури и его жены Гилы. Его родители приехали в Палестину из Одессы на корабле «Руслан», в числе первых репатриантов Третьей алии. Получил образование в Образовательном центре для детей рабочих в Тель-Авиве и в детской организации кибуца Бейт-Альфа. В 1939—1941 годах учился в Сельскохозяйственной школе имени Кадури, расположенной у подножия горы Фавор в Нижней Галилее; был одноклассником Ицхака Рабина.
В 1941 году Гури вступил в «Пальмах» — особые боевые отряды «Хаганы». В 1947 году по заданию «Пальмаха» работал в Лагерях перемещённых лиц в Венгрии и Австрии с выжившими членами сионистских молодёжных движений. Вместе они занимались подготовкой уцелевших в Холокосте к репатриации в Палестину.

Хаим Гури на курсе десантников Армии обороны Израиля, июль 1948 года.

Потом в Чехословакии был командиром курса десантников Армии обороны Израиля в составе Чехословацкой армии в рамках военной помощи Израилю.
Во время Войны за независимость был заместителем Авраама Адана (Брэна) — командира роты в составе седьмого батальона бригады «Негев» на южном фронте. Рота состояла преимущественно из людей, переживших Холокост и прибывших в Израиль после Второй мировой войны. В составе этой роты участвовал в операциях «Йоав», «Хорев», а также в последней операции Войны за независимость — «Увда». В Шестидневной войне участвовал в боях за Иерусалим в должности командира роты. Во время войны Судного дня был боевым офицером образования в танковой дивизии на Синае.
В 1950—1952 годах Гури изучал литературу на иврите, философию и французскую культуру в Еврейском университете в Иерусалиме. В 1953 году учился в Сорбонне. С 1954 года вёл колонку в газете «Ла-Мерхав», а затем в газете «Давар», наряду с литературным творчеством.
С 1949 года Хаим Гури жил в Иерусалиме. В 1952 году он женился на Элизе, которая была его подругой со времён «Пальмаха». В их семье три дочери и шестеро внуков.
Гури опубликовал более 12 книг поэзии, 10 новелл, сборники репортажей и очерков, а также переводы французской поэзии, прозы и драматургии. Он — почётный доктор университета имени Бен-Гуриона и Еврейского университета в Иерусалиме, почётный гражданин Тель-Авива («Эзрах кавод шель ха-ир Тель-Авив») и почётный житель Иерусалима («Якир Йерушалаим»). Его статьи регулярно публиковались в «Га-Арец» и других израильских газетах.
В 2005 году Гури передал свой архив в Национальную и университетскую библиотеку Израиля.
В 2009 году вышла в свет книга «Эйваль» (ивр. עיבל‎) — сборник стихов последних лет. Профессор Ниссим Кальдерон из университета имени Бен-Гуриона написал в статье «Старый леопард ещё кусается» о книге «Эйваль»:

«Хаим Гури написал пронзительную и незабываемую книгу стихов».
Оригинальный текст (иврит).חיים גורי כתב ספר שירים נוקב ובלתי נשכח
В 2015 году вышла книга-диск «Сделанный из букв» (ивр. עשוי מאותיות‎ с песнями на стихи Хаима Гури разных лет, положенными на музыку израильскими композиторами, в исполнении Эреза Лев Ари, Шломо Грониха, Арика Синая, Роны Кейнан и других исполнителей.

### Общественно-политическая деятельность
Гури поддерживал партию «Ахдут ха-Авода» и работал в газете этой партии «Ла-Мерхав». Он также участвовал в общественной и политической деятельности. Начиная с 1967 года был участником Движения за неделимый Израиль. В 1975 году был неофициальным посредником между руководителями правительства «Маараха», Армией обороны Израиля и поселенцами в конфликте по поводу основания поселения Кдумим.
Во время выборов в кнессет седьмого созыва в 1969 году Гури входил в группу интеллектуалов, призывавшую голосовать за Коммунистическую партию Израиля (Шмуэля Микуниса и Моше Снэ). Группа ставила перед собой две цели:
- Добиться того, чтобы партия преодолела электоральный барьер, обеспечив тем самым прохождение в кнессет главы списка Моше Снэ.
- Усилить эту партию, чтобы она могла соперничать с партией РАКАХ (Решима коммунистит хадаша — Новый коммунистический список) в мировом коммунистическом движении[22].

В девяностых годах Гури был одним из основателей движения «Третий Путь» внутри партии «Авода». Он продолжал поддерживать партию «Авода» даже после того, как его друзья по «Третьему пути» вышли из неё и была создана партия с этим названием.
Гури — член Общественного комитета по предотвращению разрушения древностей на Храмовой горе

## Творчество

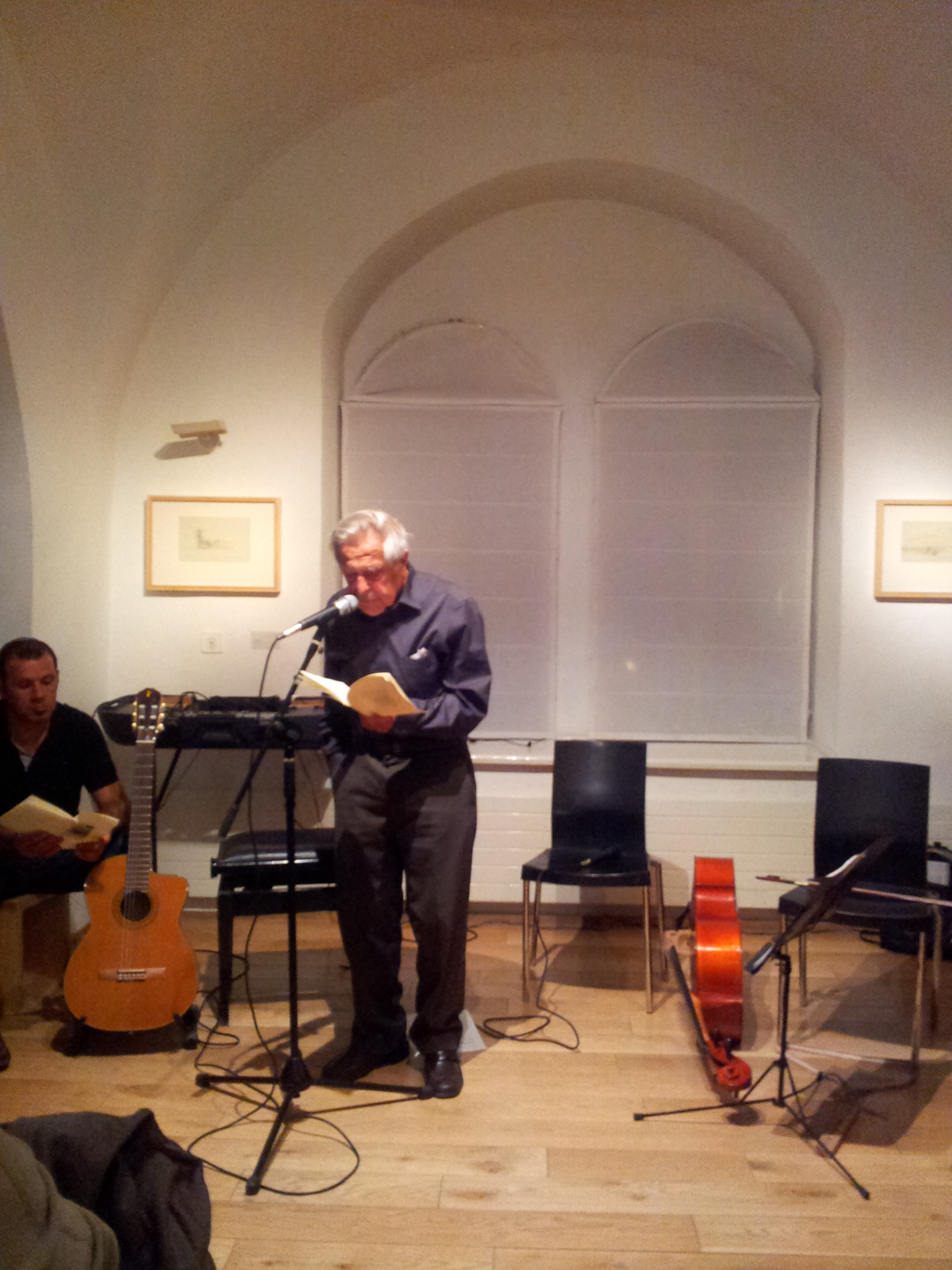
Хаим Гури читает свои стихи в Доме Тихо в Иерусалиме 6 июня 2012

Профессор Реувен Шохам из Хайфского университета в книге «Между клянущимися и клятвами» пишет о творчестве Хаима Гури:

«Его творчество — это звено в традиции новой литературы на иврите, которая взяла на себя задачу быть „наблюдателем за домом Израиля“. Эта традиция начинается с пророка Иехезкеля, продолжается в сатирах Ицхака Артера (середина XIX века), затем в произведениях Гордона, Бялика, Гринберга, Шлёнского и многих других… И далее: Ключевые темы, занимавшие Гури со времени его появления на сцене поэзии на иврите: войны за существование еврейского народа, Холокост, израильско-еврейское самосознание, его статус „наблюдателя за домом Израиля“ и „светского паломника“».
Оригинальный текст (иврит)יצירתו היא חוליה במסורת הגדולה של הספרות העברית החדשה, שנטלה על עצמה את עול 'הצופה לבית ישראל', שראשיתו במסורת הנבואית של הנביא יחזקאל, חידושו בסאטירות של יצחק ארטר (אמצע המאה התשע עשרה), והמשכו בשירת יל"ג, ביאליק, גרינברג, שלונסקי ורבים אחרים... נושאי מפתח המעסיקים אותו מראשית הופעתו על בימת השירה העברית: מלחמות הקיום של העם היהודי, השואה, זהותו הישראלית-יהודית, עמדתו כ'צופה לבית ישראל' וכ'צליין חילוני   

### Влияние Войны за независимость Израиля на поэзию Гури
Одно из наиболее известных его стихотворений, «Хине муталот гуфотейну» («Здесь лежат наши тела»), написано во время Войны за независимость Израиля и опубликовано в его первой книге «Пирхей эш» («Огненные цветы»). Оно — о друзьях Гури из отряда Ламед-Хей, погибших по дороге в осаждённый Гуш-Эцион. Это стихотворение, посвящённое мужеству солдат, погибших за общее дело, стало неотъемлемой частью израильского эпоса.

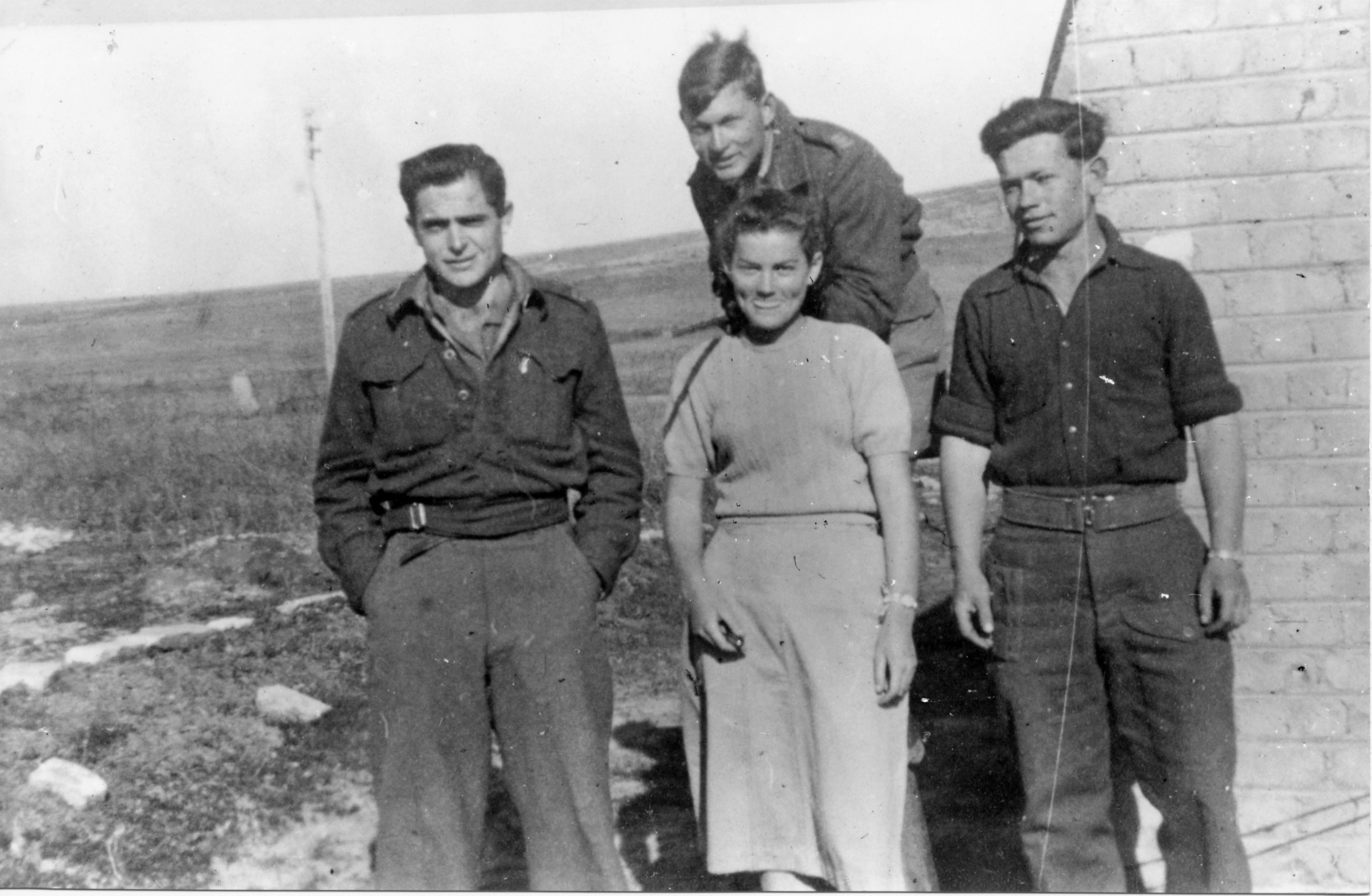
Хаим Гури (слева) перед Операцией «Увда», 1949. Сверху — Авраам Адан

В это же время он написал стихи двух песен: «Ха-реут» («Дружба») и «Баб эль-вад» («Шаар ха-Гай»). Эти песни стали символом войны за создание государства.
«Ха-реут» (автор музыки Саша Аргов), которая впервые прозвучала в исполнении ансамбля «Чизбатрон» через год после начала Войны за независимость, стала одной из наиболее известных песен памяти павших. Строчка из этой песни «Ве-низкор эт кулам, эт яфей ха-блурит ве-ха-тоар» («Запомним всех — чубастых и красивых») стала устойчивым выражением для описания солдат Войны за независимость.
«Баб эль-вад», автор музыки Шмуэль Фершко (пол. Stanisław Ferszko), написана в память о друзьях, которые воевали и погибли в составе конвоев, направлявшихся в осаждённый Иерусалим с грузами продовольствия. Эта песня известна в исполнении Яфы Яркони, Шошаны Дамари, Изхара Коэна, Йорама Гаона, Шломо Грониха, Боаза Шараби и других исполнителей.
Песни Гури и Хаима Хефера того периода вошли в книгу «Мишпахат ха-Пальмах» («Семья Пальмаха», 1976).

### Влияние Холокоста на творчество Гури
Холокост оказал заметное влияние на поэзию и фильмы Гури, хотя он сам и не пострадал от него. Это влияние началось тогда, когда он работал в лагере перемещённых лиц, во время длинных бесед с выжившими в Холокосте. Тяжёлое состояние этих людей и их рассказы глубоко тронули его и впоследствии отразились на его творчестве.
Судебный процесс над нацистским военным преступником Адольфом Эйхманом, проходивший в 1961 году в Иерусалиме, явился потрясением для Гури. Он освещал процесс, будучи корреспондентом газеты «Ла-Мерхав». Сделанные во время суда записи, выражающие его личное отношение к страшным свидетельствам выживших в Холокосте, собраны в книгу «Муль та ха-зхухит» («Напротив стеклянной камеры»).
В 1972 году друзья из кибуца Лохамей ха-геттаот предложили ему создать фильм для музея Холокоста, находящегося в кибуце. Хотя у него и не было опыта в кинематографии, Гури взял на себя эту задачу. В сотрудничестве с Жако Эрлихом и Давидом Бергманом, он создал за 13 лет историко-документальную трилогию на эту тему:
Первый фильм, который вышел в 1974 году, называется «Ха-мака ха-81» («81-й удар»). Фильм начинается с прихода нацистов к власти и заканчивается уничтожением евреев. Название фильма взято из свидетельства в суде над Эйхманом одного из выживших в гетто Михаэля Голдман-Гилада. Гольдман-Гилад получил от нацистов 80 ударов кнутом, а 81-м ударом, по его словам, было то пренебрежение, которое выражали в Израиле к рассказам уцелевших.
Второй фильм, который вышел в 1979 году, называется «Ха-ям ха-ахарон» («Последнее море»). Этот фильм — о нелегальной репатриации уцелевших в Холокосте людей в Израиль, о полном испытаний пути по морю на кораблях «Пальяма».
Третий фильм, который вышел в 1985 году, называется «Пней ха-меред» («Лицо сопротивления»). Он — о еврейском сопротивлении в Европе — от Пиренеев до лесов Беларуси.
Эти фильмы были переведены на английский, французский, испанский и русский языки, показаны по всему миру и удостоены множества наград.

## Мировоззрение
Отношение Гури к прошлому и настоящему страны, к событиям, участником которых он был, изменение взглядов на протяжении времени, признание ошибок, споры, раздумья и сомнения отражены в его многочисленных интервью, газетных статьях и литературном творчестве. Известный поэт поколения «Пальмаха», произведения которого на протяжении 60 лет были связаны с судьбоносными событиями, поворотными моментами в истории страны, он не столько высказывает свою точку зрения, сколько задаёт вопросы самому себе, принимает окружающую действительность во всей её сложности и противоречивости.
В статье «Дневники Хаима Гури. Стремления и раны» о книге Гури «Им ха-шира ве-ха-зман» («С поэзией и временем») Нисим Кальдерон пишет:

«В спорах с другими поэтами он не стремится разгромить их в пух и прах. Он сохраняет достоинство в самых трудных ситуациях литературной жизни. Возможно, это потому, что Гури спорит с самим собой раньше, чем начинает спорить с другими. И далее: Снова и снова он пишет в статьях о внутреннем споре, который он ведёт с самим собой. У этого есть цена, однако есть и достоинства. Он старается понять мнение противника, а не только спорит с ним».
Оригинальный текст (иврит)
כשהוא חולק על משורר הוא לא יעשה ממנו עפר ואפר. הוא איש כבוד במקומות הקשים ביותר של החיים הספרותיים. אולי מכיוון שגורי מתווכח עם עצמו לפני שהוא מתווכח עם יריביו… שוב ושוב הוא כותב במאמריו על הוויכוח הפנימי שהוא מנהל עם עצמו. יש לזה גם מחירים אבל בהחלט גם יתרונות, כי הוא מפנים את טענות היריב, ולא רק מתכתש אתן

Йегудит Тидор Баумель в статье «Ха-милхама ше-ба-лев» («Война, которая в сердце») замечает:
«… временами серый цвет у него превалирует над чёрным и белым» (ивр. לעתים שולט בו האפור הרבה יותר מאשר השחור או הלבן‎).
В статьях о творчестве Гури, отражающем его мировоззрение, литературные критики часто упоминают стихотворение «Ани милхемет эзрахим» («Я — гражданская война»), так как выраженные в нём мысли характерны для поэта. В этом стихотворении «те, кто правы, стреляют в других, которые тоже правы» (ивр. ושם הצודקים יורים ביתר הצודקים‎). Не случайно его название позднее было использовано для сборника стихов и для документального фильма.

### Арабо-израильский конфликт
Победа в Шестидневной войне 1967 года, в результате которой Израиль занял обширные территории, привела к созданию Движения за неделимый Израиль. Многие известные общественные деятели, литераторы и люди искусства участвовали тогда в этом движении, среди них Натан Альтерман, Шай Агнон, Ури Цви Гринберг, Моше Шамир. Тогда же присоединился к этому движению и Хаим Гури.
Впоследствии взгляды Гури изменились; он отказался от идеи неделимого Израиля. Это произошло не внезапно, а, как всегда у Гури, в результате глубокого анализа окружающей действительности, споров и признания ошибок. Во многих статьях и интервью он объясняет свои взгляды и причины их изменения с течением лет. Например, в интервью газете «Ха-Даф Ха-Ярок» — «Мешорер ха-зман» («Поэт времени») он рассказывает:

«Я был членом „Ха-шомер ха-цаир“, а до этого жил в лагерях репатриантов. Много лет был в „Пальмахе“. После Шестидневной войны стал участником Движения за неделимый Израиль… Я пережил внутренний переворот… В книге („Им ха-шира ве-ха-зман“, „С поэзией и временем“) я свожу счёт и с самим собой. Есть вещи, в которые я верил долгое время, а на склоне лет понял, что это было путешествие в никуда. Я построил себе цель, которая оказалась недостижимой. Я признаю тяжесть своих ошибок и говорю об этом без лишней гордости. Несомненно, левые правы в утверждении, что невозможно долго управлять другим народом. Но также есть серьёзные основания для пессимизма правых по поводу способности арабов принять нас здесь и признать нашу легитимацию».
Оригинальный текст (иврит)
הייתי חבר השומר הצעיר, וקודם לכן מחנות עולים. הייתי שנים בפלמ"ח. אחרי מלחמת ששת הימים הפכתי להיות איש ארץ ישראל השלמה… גם אני עברתי מהפך שכזה… בספר אני בא חשבון גם עם עצמי. יש דברים שהאמנתי בהם שנים רבות, ובערוב יומי ראיתי שהם היו מסע שווא. בניתי לי דגם שהיה בלתי אפשרי. אני מכיר בטעויות קשות שטעיתי, ואני אומר את זה בלי גאווה יתרה. אין ספק, שהשמאל צדק בקביעה שלו, ששלטון על עם אחר לאורך ימים הוא בלתי אפשרי. כמו שיש מידה רבה של צדק בפסימיות של הימין, לגבי מידת הנכונות של הערבים לקבל אותנו בתוכם ולהעניק לנו לגיטימציה   

В статье «Арба хэарот» («Четыре замечания») Гури уточняет:

«Будучи с юных лет воспитанным на идее целостности Эрец-Исраэль, после Шестидневной войны, осознав противоречие между идеей и действительностью, я понял, что долговременная власть над другим народом обостряет конфликт и ухудшает наш имидж. Но нельзя на основании этого делать из меня члена „Шалом Ахшав“».
Оригинальный текст (иврит)
כמי שגדל מנעוריו על האמונה בשלמות הארץ נוכחתי לדעת, לאחר מלחמת ששת הימים, מתוך החיכוך עם המציאות, ששלטון מתמשך על העם השכן מחריף את הסכסוך ומעוות את צלם פנינו. אך אין בכך כדי לעשותני לאיש שלום עכשיו 

### Социальная структура общества
В возрасте 12 лет Гури оставил родительский дом и переехал в кибуц Бейт-Альфа. По его собственному признанию, он был политизированным ребёнком, склонным к общественной жизни («הייתי ילד פוליטי, ילד חוץ»). Кибуц Бейт-Альфа принадлежал движению «Ха-шомер ха-цаир» и дети там получали соответствующее политическое воспитание: лево-социалистическое, про-советское. В книге «Им ха-шира ве ха-зман» («С поэзией и временем») Гури сводит счёты с кибуцным движением, особенно с его левым крылом «Ха-кибуц ха-арци» и с движением «Ха-шомер ха-цаир». Особенно резко он отзывается о том явлении, которое называет «красным мессианством» (ивр. המשיחיות האדומה‎). В книге он пишет:

«Они были глухи к ужасам сталинизма, заморочили голову молодому поколению, которое до сих пор не оправилось от этого приключения».
Оригинальный текст (иврит).אך גם הם, לכל הרוחות, אטמו לבם מול אימת הסטליניזם. טמטמו את מוחו של דור צעיר, שלא התאושש עד היום מההרפתקה ההיא
В интервью газете «Ха-Даф Ха-Ярок» Гури цитирует слова Цивии Любеткин:

«Это было религиозное действо — красный флаг, эти песни… И далее: Мы не хотели быть членами отдельных коммун, хотели быть частью миллионов. Слово „миллионы“ вызывало душевный оргазм».
Оригинальный текст (иврит)
זו הייתה חוויה רליגיוזית, הדגל האדום, השירים האלה… לא רצינו להיות חברי קומונות מבודדים, מתקני עולם. רצינו להיות חלק ממיליונים. המילה מיליונים הייתה גורמת לאורגזמה נפשית

Гури также называет это воспитание «колоссальным духовным насилием» (ивр. זיון רוח קולוסאלי‎).
Будучи ещё подростком, Хаим Гури, вместе с другими жителями Бейт-Альфы, испытал шок от известия о суде над Бухариным и Рыковым и смертном приговоре. Он рассказывает о матери своего друга Гавроша (Гавриель Рапопорт, впоследствии командир в «Пальмахе» и в Армии обороны Израиля), которая, узнав о приговоре, в отчаянии заперлась в своей комнате и неделю не выходила, не ела и не пила. Яаков Хазан собрал молодёжь и сказал им, что смертный приговор — только для отвода глаз; их вышлют в Сибирь и вернут, когда улягутся страсти. Люди не в состоянии были осознать этот абсурд. По сей день Гури говорит об этом в волнении: «Там были миллионы убитых, Эверест убитых… Для чего? Ошибка больше жизни… Это было идеальное преступление — целое поколение было ослеплено идеей, жуткой, если судить по результату».
Пражский процесс 1952 года вызвал возмущение многих членов движения «Ха-шомер ха-цаир» и партии «МАПАМ». Особым потрясением был для них арест в Праге приехавших на процесс израильтян: Мордехая Орена (из руководства «МАПАМ») и Шимона Оренштейна, а также поддержка левым крылом партии «МАПАМ» процесса и приговоров. В Иерусалиме, в монастыре Ратисбон прошло бурное собрание студентов, на котором Гури прочитал своё стихотворение «Пражский узник» (ивр. אסיר פראג‎). Стихотворение выражало гневный протест против пражского суда и недоумение по поводу признательных показаний подсудимых. За это стихотворение его вызвали на «товарищеский суд» в отделении «МАПАМ» в Иерусалиме и долго отчитывали. Гури обвиняли в нанесении тяжёлого удара партии «МАПАМ», угрожали принять меры. В то время, несмотря на все старания, напечатать стихотворение не удалось. Оно впервые было напечатано в книге «Им ха-шира ве-ха-зман» («С поэзией и временем») в 2008 году. Гури говорит, что, несмотря на литературные недочёты, это стихотворение важно для него как документ его биографии и истории страны, свидетельство о том, недоступном пониманию, времени.
Резко осуждая политическую линию кибуцного движения, Гури, тем не менее, высоко оценивает его роль в создании страны и не отказывается от самой идеи социализма. На вопрос Якова Лазара «Что осталось у Вас от того времени?» он ответил, что до сих пор в душе остаётся социалистом. Ему, как патриоту Израиля, больно видеть столь высокий уровень неравенства между богатыми и бедными. Говоря о кибуцном движении, Гури цитирует Черниховского: «Оно, в числе тех, кто внёс свой вклад в развитие Израиля, подобно тем „принцам, вклад которых втрое больше вклада остальных“»
(ивр. "כן, היא, תוך תרומת הדם הישראלית, משולה לאותם "נסיכים המנדבים נדבתם פי שלושה‎)

## Книги поэзии
- פרחי אש «Пирхей эш» («Огненные цветы», первая книга), Издательство «Сифрият Поалим»[ивр.] (1949)
- כלולות «Клулот» («Бракосочетание»), Издательство «Ха-Кибуц ха-меухад»[ивр.] (1950)
- שירי חותם «Ширей Хотам» («Стихи, оставившие след»), изд. «Ха-Кибуц ха-меухад» (1954)
- שושנת רוחות «Шошанат рухот» («Роза ветров»), изд. «Ха-Кибуц ха-меухад» (1960)
- תנועה למגע Тнуа ле-мага (Движение к встрече), изд. «Ха-Кибуц ха-меухад» (1968)
- מראות גיחזי «Мар’от Гехази» («Видения Гехази»), изд. «Ха-Кибуц ха-меухад» (1974)
- עד קו נשר «Ад кав нешер» («До линии полёта орла»), избранные стихотворения, изд. «Ха-Кибуц ха-меухад» (1975)
- משפחת הפלמ"ח «Мишпахат Ха-Пальмах» («Семья Пальмаха»), сборник песен (стихи и ноты) и рассказов под редакцией Хаима Гури и Хаима Хефера, издательство организации членов «Пальмаха» (1976)
- איומה «Аюма» («Ужасная»), изд. «Ха-Кибуц ха-меухад» (1979)
- מחברות אלול «Махберот элул» («Тетради месяца элул»), изд. «Ха-Кибуц ха-меухад» (1985)
- חשבון עובר «Хэшбон овер» («Счёт, подходящий к концу»), избранные стихотворения с дополнением, изд. «Ха-Кибуц ха-меухад» (1988)
- הבא אחרי «Ха-ба ахарей» («Идущий следом»), изд. «Ха-Кибуц ха-меухад» (1994)
- השירים «Ха-ширим» («Стихи»), полное собрание стихотворений в двух томах, Издательство «Мосад Бялик»[ивр.] и «Ха-Кибуц ха-меухад» (1998)
- מאוחרים «Меухарим» («Позднее»), изд. «Ха-Кибуц ха-меухад» (2002)
- עיבל «Эйваль» (Гора проклятья, упоминаемая в Танахе), изд. «Ха-Кибуц ха-меухад» (2009)

## Книги прозы
- עד עלות השחר «Ад алот ха-шахар» («Перед восходом»), изд. «Ха-Кибуц ха-меухад», (1950)
- מול תא הזכוכית «Муль та ха-зхухит» («Напротив стеклянной камеры»), изд. «Ха-Кибуц ха-меухад», (1962)
- עסקת השוקולד «Искат ха-шоколад» («Шоколадная сделка»), изд. «Ха-Кибуц ха-меухад», (1965)
- דפים ירושלמיים «Дапим йерушалмиим» («Иерусалимские странички»), изд. «Ха-Кибуц ха-меухад», (1968)
- מי מכיר את יוסף ג'י «Ми макир эт Йосеф Джи» («Кто знаком с Йосефом Джи»), изд. «Ха-Кибуц ха-меухад», (1965—1967)
- הספר המשוגע «Ха-сефер ха-мешуга» («Сумасшедшая книга»),Издательство «Ам Овед»[англ.](1971)
- החקירה: סיפור רעואל «Ха-хакира: сипур Реуэль» («Расследование: история Реуэля»), изд. «Ам Овед», (1980)
- רשימות מבית היין «Решимот ми-бейт ха-яйн» («Записки из винодельни»), Издательство «Кинерет Змора-Битан Двир»[англ.], (1991)
- אני מלחמת אזרחים «Ани милхемет эзрахим» («Я — гражданская война»), изд. «Мосад Бялик», (2004)
- עם השירה והזמן «Им ха-шира ве-ха-зман» («С поэзией и временем»), литературная автобиография, изд. «Мосад Бялик», (2008)

## Переводы книг Гури
- פרחי אש «Пирхей эш» («Огненные цветы») под названием «Огненные цветы, огненные годы»

Испанский: издательство университета города Гранада, (1990)
- מול תא הזכוכית «Муль та ха-зхухит» («Напротив стеклянной камеры»)

Французский: Париж, издательство «Албин Мишель», (1964); Париж, издательство «Тирезиас», (1995)
- עסקת השוקולד «Искат ха-шоколад» («Шоколадная сделка»)

Английский: Нью-Йорк, издательство Ринехарт и Уинстон, (1968); Детройт, издательство университета Уэйна, (1999)
Французский: Париж, издательство «Деноэль», (2002, 2008)
- פרחי אש «Пирхей эш» («Огненные цветы»)

Русский, Иерусалим, издательство «Алия», (1992)
- מילים בדמי החולה אהבה «Милим бе-дами ха-холе ахава» («Words in My Love-Sick Blood»)

Английский: Детройт, издательство университета Уэйна, (1996)
- Отдельные стихотворения были опубликованы на английском, арабском, африкаанс, венгерском, вьетнамском, греческом, датском, идише, испанском, итальянском, китайском, немецком, нидерландском, польском, португальском, русском, сербо-хорватском, украинском, французском, чешском, эстонском и японском языках[46].

## Литературные премии
- Премия имени Усышкина за книгу «Пирхей эш» («Огненные цветы»), (1961)[6]
- Премия имени Соколова за книгу «Муль та ха-зхухит» («Напротив стеклянной камеры»), (1962)[3]
- Литературная премия имени Бялика за книгу «Мар’от Гехази» («Видения Гехази»), (1975)[3]
- Премия Израиля в области поэзии (1988)
- Премия имени Ньюмана[ивр.] за книгу «Ха-ба ахарей» («Идущий следом») (1994)[8]
- Премия имени Ури Цви Гринберга от муниципалитета Иерусалима за двухтомник стихов, написанных в 1945—1997 годах (1998)[3]

## Награды за документальные фильмы
- Премия имени Ицхака Саде за документальную трилогию о Холокосте[9]
- Премия имени Кацетника[англ.] за документальную трилогию о Холокосте[9]
- Номинация на Оскара — фильм «Ха-мака ха-81» («81-й удар») (1975)[47]
- Приз «Серебряный орёл» на МКФ исторического фильма в Руэль-Мальмезоне (Франция)

## Другие награды
- Почётный член Академии языка иврит (1998)[10]
- Звание ««Почётный житель Иерусалима»[англ.]» (2002)[48]
- Почётный доктор Еврейского университета в Иерусалиме (2003)[11]
- Звание «Почётный гражданин Тель-Авива» (2006)[49]
- Премия имени Тедди Коллека от Иерусалимского фонда[англ.] (2010)[50]

## О нём
Книги 
- Шах-Лаван, Йосеф[ивр.]. «Хаим Гури: Замечания и объяснения по изучению и чтению», Тель-Авив, изд. «Ор Ам», (1977)
- Шохам, Реувен. «Между клянущимися и клятвами: Поэтика, тематика и риторика в творчестве Хаима Гури», издательство университета имени Бен-Гуриона в Негеве, (2006)

 Документальный фильм 
- אני מלחמת אזרחים «Ани милхемет эзрахим» («Я — гражданская война»), режиссёр Омри Лиор, 47 мин., киностудия «Докунет ЛТД»[39]

 Литературная критика 
- См. список статей о творчестве Хаима Гури на сайте Университет штата Огайо, Лексикон (новая литература на иврите). В списке статьи Ханоха Бартова, Нира Бар-ама[ивр.], Ривки Гурфайн[ивр.], Реувена Шохама и других.